# Earlville (Illinois)
Earlville – miasto w Stanach Zjednoczonych, w stanie Illinois, w hrabstwie LaSalle.